# ドゥブナ合同原子核研究所
ドゥブナ合同原子核研究所 (ドゥブナごうどうげんしかくけんきゅうしょ、ドゥブナごうどうげんしかくけんきゅうじょ、英語: Joint Institute for Nuclear Research, JINR, ロシア語: Объединённый институт ядерных исследований, ОИЯИ) は、ロシア連邦のモスクワ州ドゥブナにある核科学の国際研究機関である。18か国出身の1200人の研究者（うち1000人は博士号保持者）を含む5500人の職員が在籍する。
理論物理学、高エネルギー物理学（素粒子物理学）、重イオン物理学、物性物理学、原子核反応、中性子物理学、情報技術を各々専門とする7つの研究所を持つ。また、放射線や放射線生物学、及びその他の実験物理学を研究するアドホックな部門がある。
主な研究機器には、ヌクロトロン超伝導粒子加速器（粒子エネルギー：7 GeV）、3つの等時性サイクロトロン(120, 145, 650 MeV)、ファジトロン(680 MeV)、シンクロファジトロン(4 GeV)等がある。また、中性子ビームを受け取る19の関連機器を備えた中性子高速パルス原子炉 (1500MWパルス) がある。
当研究所の功績を記念して原子番号105番の元素はドブニウムと命名されている。

## 設立
JINRは、各国の科学的及び資源的な能力を合わせることを目的として、11の設立国の代表により、1956年3月26日にモスクワで署名された協定を基に設立された。ソビエト連邦が50%、中華人民共和国が20%を拠出し、1957年2月1日には国際連合に登録された。モスクワから120km北方のドゥブナに位置している。
1940年代末以降、独立国家共同体科学アカデミーの核問題研究所(INP)が将来のドゥブナの位置に既に存在しており、シンクロサイクロトロンの基礎及び応用の研究を開始したところであった。同アカデミーに電気物理学研究所(EFLAN)が設立され、ウラジミール・ベスクラーの指導の下、当時の記録となる10 GeVのエネルギーを持つ新しい加速器であるシンクロファゾトロンの建造に向けた研究が始まっていた。
1950年代中盤まで、核科学はアクセス可能であるべきであり、幅広い協力のみがこの研究の進歩的発展と原子力の平和利用を保証できるという国際的なコンセンサスがあった。そのため、1954年、ジュネーヴ近郊に欧州原子核研究機構(CERN)が設立された。ほぼ同時に、社会主義各国は、INP及びEFLANをベースに、JINRを創設することを決定した。
初代の所長は、オブニンスクに世界初の民用原子力発電所であるオブニンスク原子力発電所を建てたばかりのドミトリー・ブロフィンツェフが務めた。初代の副所長は、ポーランドのマリアン・ダニーツとチェコスロバキアのV・ヴォトルバであった。
JINRの歴史は、在籍した多くの著名な研究者とともにあった。以下は、JINRに在籍した主な著名研究者のリストである。
- ニコライ・ボゴリューボフ
- ラジョス・ヤーノシ
- レオポルト・インフェルト
- イーゴリ・クルチャトフ
- ハインツ・ポーゼ
- ハインツ・バーウィッチ
- カール・ラニウス
- イーゴリ・タム
- アレクサンドル・バルディン
- 王淦昌
- ウラジミール・ベスクラー
- ニコライ・ゴヴォルン
- ヴェネディクト・ジェレポフ
- ヤロスラフ・コスチェスニク
- モイセイ・マルコフ
- ヴァン・ヒエウ・グエン
- レ・ヴァン・ティエム
- ユーリイ・オガネシアン
- レナード・パール
- ブルーノ・ポンテコルボ
- ボリス・アルブーゾフ
- ゲオルギー・フリョロフ
- イリヤ・フランク
- イェジ・アントニ・ヤニク[3][4]

## 協力
JINRは多くの機関と協力している。そのうちの主要な機関の1つが国際連合教育科学文化機関(UNESCO)であり、基礎科学の発展と持続的な発展を目的に1997年から協力が始まった。共同での活動には、基礎科学の研究者向けの訓練プログラムや助成金等がある。重要な科学分野におけるこのような国際的な科学協力と知識の共有は、持続可能な開発を達成するためのUNESCOの2030年の主な目標の1つである。国際連合総会とUNESCO総会は、2019 年を「国際周期表年」 (IYPTE 2019) と命名し、これにより、この2つの組織間の協力が強化された。さらに、JINRはCERNのオブザーバーとなった。
JINR加盟の18か国は、以下のとおりである。
- アゼルバイジャン
- アルメニア
- ベラルーシ
- ブルガリア
- ベトナム
- ジョージア
- カザフスタン
- 朝鮮民主主義人民共和国[注釈 1]
- キューバ
- モルドバ
- モンゴル
- ポーランド
- ロシア
- ルーマニア
- スロバキア
- ウズベキスタン
- ウクライナ
- チェコ

準加盟国は、以下のとおりである。
- エジプト
- ドイツ
- ハンガリー
- イタリア
- 南アフリカ共和国
- セルビア

また、以下の機関と科学協力している。
- 欧州原子核研究機構（2014年から）
- 国際連合教育科学文化機関（1997年から）
- ドイツ連邦教育科学研究技術省（1991年から）[9]
- イタリア国立核物理学研究所（1996年）[9]
- トリノ大学（1999年から）[10][11]
- 欧州物理学会（1990年から）[12]

## 研究分野
JINRの主な研究分野は、以下のとおりである。
- 理論物理学
- 素粒子物理学
- 相対論的核物理学
- 重イオン物理学
- 常温核融合
- 中性子の原子核物理学
- 物性物理学
- 放射線物理学
- コンピュータネットワーク、コンピューティング、計算物理学
- 教育プログラム

JINRには、8つの研究所とユニバーシティセンターがある。
| 名前                                                  | 研究分野                 | 施設                                                    | 備考 |
| ----------------------------------------------------- | ------------------------ | ------------------------------------------------------- | --- |
| ユニバーシティセンター                                | 研究環境                 |                                                         | |
| 理論物理学ボゴリューボフ研究所(BLTP)                  | 理論物理学               |                                                         | |
| ベスクラー・バルディン高エネルギー物理学研究所(VBLHE) | 高エネルギー物理学       | ヌクロトロン、シンクロファゾトロン、NICA                | ヌクロトロンは、粒子エネルギーが最大7 GeVの世界初の超伝導シンクロトロンである。シンクロファゾトロンの粒子エネルギーは4 GeVである。NICAはヌクロトロン実験と関連している。 |
| 素粒子物理学研究所(LPP)                               | 素粒子物理学             |                                                         | |
| ジェレポフ核問題研究所(DLNP)                          | 原子核物理学             | シンクロサイクロトロン                                  | シンクロサイクロトロンのエネルギーは680 MeV、抽出されるビームの強度は2.5mkAである。放射線治療にも用いられる。                                                            |
| フリョロフ核反応研究所(FLNR)                          | 原子核物理学             | U400, U400M, IC100 サイクロトロン、MT-25 マイクロトロン | この研究所で新しい元素が合成された。 |
| フランク核物理学研究所(FLNP)                          | 原子核物理学             | IBR-2, IREN                                             | IBR-2高流束高速炉とIRENは、主要な中性子源である。 |
| 情報技術研究所(LIT)                                   | 理論物理学               | HybriLIT                                                | 実験的及び理論的研究への数学的支援に加え、ネットワーク、コンピューティング及び情報源を提供                                                                               |
| 放射線生物学研究所(LRB)                               | 放射線生物学、放射線治療 |                                                         | |

## 超重元素ファクトリー
2019年に開設されたJINRの超重元素ファクトリーは、超重元素の研究のための新しい実験複合施設である。10倍のビーム強度が可能になり、感度の向上により、他の方法では実現できない、より低い反応断面積を持つ反応の研究が可能になる。
フリョロフ核反応研究所長のセルゲイ・ドミトリエフは、このファクトリーにより、安定性の限度に近い原子核の詳細な研究や119番元素、120番元素の合成実験が可能になると信じている。

## 主な成果
JINRでの実験により、以下のような、素粒子物理学に関する40以上の主要な成果が達成されている。
- 1957年 - ニュートリノ振動の予測（ブルーノ・ポンテコルボ）[18]
- 1959年 - mesoatomの非放射的遷移
- 1960年 - 反シグママイナスハイペロン
- 1966年 - 102番元素（ノーベリウム）
- 1972年 - 放射線照射後の細胞再生
- 1973年 - クォークカウンティング則
- 1975年 - 低速中性子閉じ込め現象
- 1976年 - 107番元素（ボーリウム）[19]
- 1988年 - 重水素中のミュー粒子分子の共鳴形成の規則性
- 1999年 - 114番元素（フレロビウム）[20]
- 2000年 - 116番元素（リバモリウム）[21]
- 2002年 - 118番元素（オガネソン）[22]
- 2003年 - 115番元素（モスコビウム）及び113番元素（ニホニウム）[23]
- 2006年 - 112番元素（コペルニシウム）の化学的同定
- 2010年 - 117番元素（テネシン）[24]

## 賞
JINRは、1961年以来、物理学と数学の分野におけるハイレベルな研究を称え奨励する賞を設けてきた。
- 若手科学者向けボゴリューボフ賞 - 理論物理学分野の若手研究者に贈られる賞
- ボゴリューボフ賞 - 理論物理学及び応用数学の分野で顕著な業績を挙げた科学者に対する国際的な賞
- ブルーノ・ポンテコルボ賞 - 1995年からジェレポフ研究所と共同で設立した、素粒子物理学に貢献した科学者に対する賞

最初の賞は、1958年から1960年まで副所長を務めた王淦昌と反シグママイナスハイペロンを発見したウラジミール・ベクスラーに贈られた。王の率いる実験グループは、10 GeVシンクロファゾトロンにより高エネルギー中間子を生成して、プロパン泡箱内で数万の原子核相互作用を記録し、4万枚以上を分析して、1959年3月9日に反シグママイナスハイペロンを初めて発見した。
{\displaystyle \pi ^{-}+C\to {\bar {\Sigma }}^{-}+K^{0}+{\bar {K}}^{0}+K^{-}+p^{+}+\pi ^{+}+\pi ^{-}+{\hbox{nucleus recoil}}}
(1.18±0.07)・10-10秒で反中性子と負電荷のパイ粒子に崩壊するこの新しい不安定反粒子の発見は、同年の9月に公表された。
{\displaystyle {\bar {\Sigma }}^{-}\to {\bar {n}}^{0}+\pi ^{-}}
当時、この粒子が素粒子であることを疑うものはいなかったが、数年後、このハイぺロンや陽子、中性子、パイ粒子、その他のハドロンは、素粒子ではなく、クォークと反クォークからなる複合粒子であることが明らかとなった。

## 歴代所長
- ドミトリー・ブロフィンツェフ (1956年-1965年)
- ニコライ・ボゴリューボフ (1966年-1988年)
- デジェー・キス (1989年-1991年)
- ウラジーミル・カディシェフスキー (1992年-2005年)
- アレクセイ・シサキアン (2005年-2010年)
- ミハイル・イッキス (2010年5月-2011年9月) 臨時
- ヴィクトル・マトヴェーエフ (2012年-2020年)
- グリゴリー・トルブニコフ (2021年- )

## ギャラリー

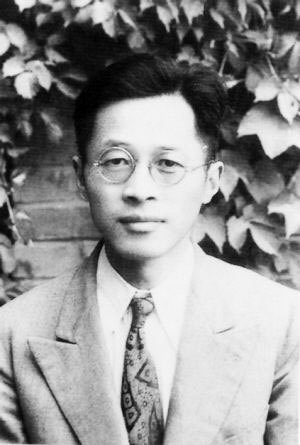
王淦昌
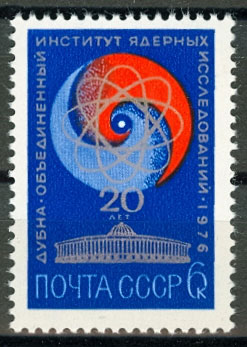
1976年に独立国家共同体で発行された切手
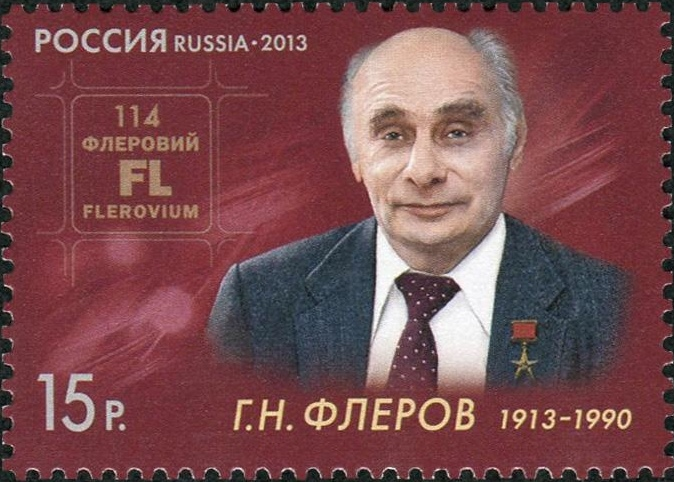
創設者の1人であるゲオルギー・フリョロフ
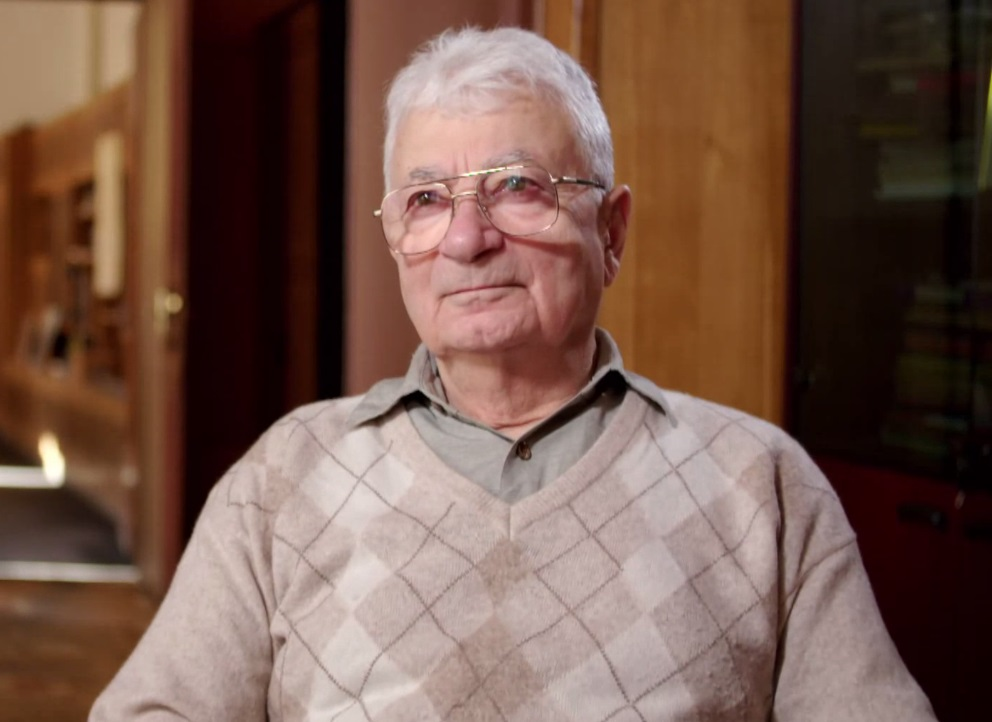
ユーリイ・オガネシアン
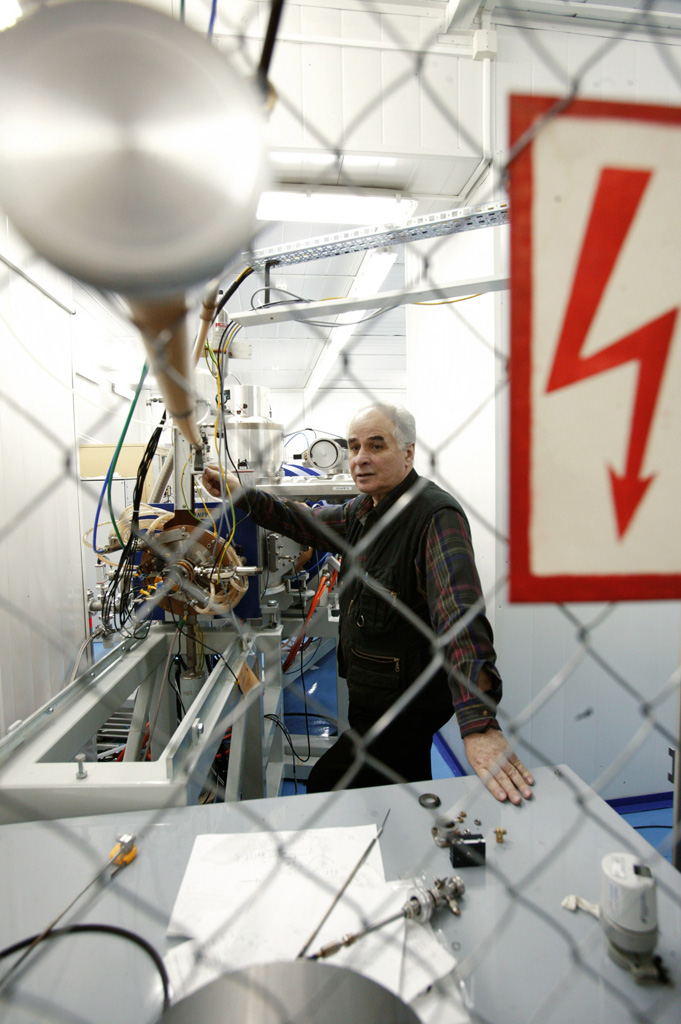
核反応研究所を率いたエドゥアルド・コズリン